# Roeselia metaleuca
Roeselia metaleuca är en fjärilsart som beskrevs av George Francis Hampson 1900. Roeselia metaleuca ingår i släktet Roeselia och familjen trågspinnare. Inga underarter finns listade.